# NGC 3391
NGC 3391 је спирална галаксија у сазвежђу Лав која се налази на NGC листи објеката дубоког неба.
Деклинација објекта је + 14° 13' 10" а ректасцензија 10h 48m 56,4s. Привидна величина (магнитуда) објекта NGC 3391 износи 13,0 а фотографска магнитуда 13,7. NGC 3391 је још познат и под ознакама UGC 5920, MCG 2-28-14, CGCG 66-27, IRAS 10462+1429, PGC 32347.